# Jelko Kacin
Jelko Kacin (* 26. listopadu 1955, Celje) je slovinský politik.

## Životopis
Kacin promoval v roce 1981 na katedře obrany Fakulty sociálních studií Univerzity v Lublani. Poté psal články do časopisu Obrana a v roce 1986 vydal publikaci Moderní letadla a vrtulníky.
Po prvních svobodných volbách v roce 1990 se stal náměstkem ministra obrany Janeze Janši. V roce 1991 se jako člen Slovinského demokratického svazu stal ministrem (sekretářem) informací. Ve stejné době je založena Slovinská tisková agentura. Kacin se dostal do povědomí v době Desetidenní války, kdy pořádal každý den tiskovou konferenci.
Po rozpadu SDZ se přidal k Bavčarově Demokratické straně, která se v roce 1994 sloučila s liberálními demokraty. V roce 1992 Kacin neúspěšně kandidoval v prezidentských volbách. V březnu 1994 byl v důsledku aféry Depala vas sesazen z postu ministra obrany Janez Janša a tuto funkci poté převzal právě Kacin. Ministrem obrany byl až do roku 1996.
V letech 1996 až 2000 byl poslancem Státního shromáždění za LDS. V roce 2004 byl zvolen do Evropského parlamentu. 15. října 2005 se stal předsedou LDS. Stranu se mu však zkonsolidovat nepodařilo, a tak v červnu 2007 funkci předsedy opustil. Novou předsedkyní strany se stala Katarina Kresalová. V roce 2009 byl opět zvolen do Evropského parlamentu.